# Huayno
El huaino o huaiño (quítxua)és un important gènere de ball i música andina d'origen peruà prehispànic i actualment molt difós entre els pobles andins. Adopta diverses modalitats, segons les tradicions locals o regionals.
L'home oferix el braç dret per a invitar a ballar, o posa el seu mocador sobre el muscle de la dona; després, es fa el passeig de les parelles pel recinte; finalment el ball, que consisteix en un sabateo àgil i vigorós durant el qual assetja l'home a la dona, tocant-la al girar, i només ocasionalment enllaça el seu braç dret a l'esquerre de la seva parella mentre evolucionen al ritme de la música amb moviments alegres i picarescs.
En algunes variants del huayno intervenen bandes típiques formades per arpes, quenes, etc., i en altres situacions, s'utilitzen instruments europeus com les trompetes, el saxòfon, l'acordió, etc.

## Origen
Hi divergències al voltant de l'època i regió d'origen per alguns autors és considerat precolombí i que per motius desconeguts s'ha desenvolupat després de la conquesta (Montoya, 1996: 484), segons alguns estudiosos (Huamán, 2006: 87-88), el seu origen seria colonial, producte del mestissatge cultural, per arribar a ser al segle XX el mitjà de expressió musical principal de l'home andí.

## Exemples famosos
- El Cóndor pasa de Daniel Alomía Robles (tema recreat i popularitzat el 1970 per Simon and Garfunkel amb Los Incas, després molts altres): el segon moviment ràpid.[4]
- Vírgenes del Sol  de Jorge Bravo de Roda[5] (tema popularitzat el 1951 per Yma Sumac, després per Los Calchakis, Los chacos, etc. .)